# Lawkananda-Pagode

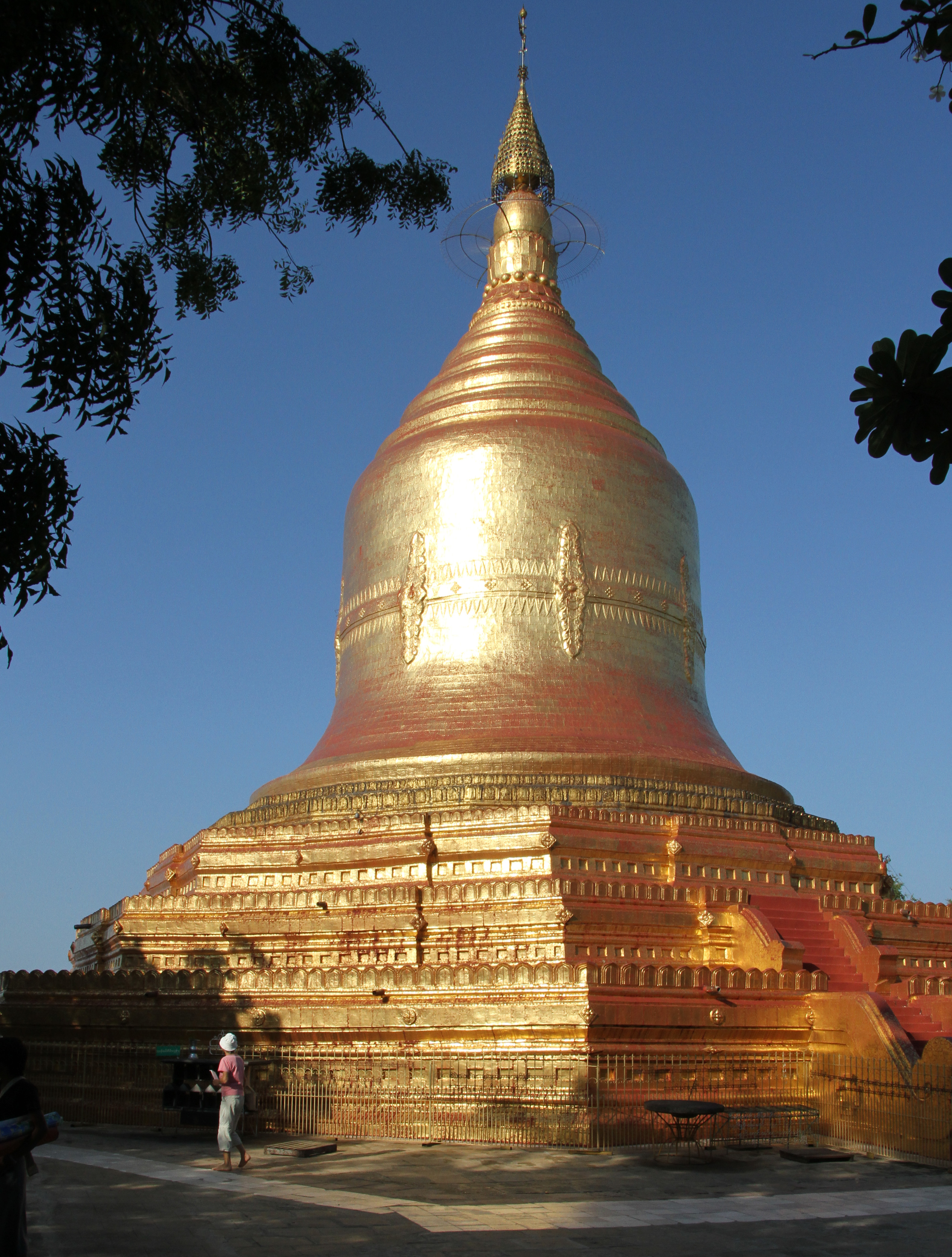
Stupa mit hochgezogener Glocke

Die Lawkananda-Pagode (birmanisch လောကနန္ဒာစေတီ; sprich: lɔ́ka̰nàɴda̰ zèdì, auch Lokananda) ist ein buddhistischer Stupa in Bagan, Myanmar. 

## Geschichte
Sie wurde 1059 unter König Anawrahta erbaut und beherbergt eine Kopie der Zahnreliquie aus Kandy (Sri Lanka). Diese hatte Anawrahta erhalten, weil er den Ceylonesen erfahrene Mönche und Kopien der heiligen Schriften übersandt hatte, die bei der Wiederbelebung des dortigen Buddhismus nach dem Überfall der indischen Cholas gute Dienste geleistet hatten.

## Beschreibung
Die Pagode liegt hoch über dem Fluss Ayeyarwady und ist deshalb eine Landmarke für die Schiffe auf dem Fluss. Sie zählt zu den älteren Stupas Bagans und erinnert mit ihrer hohen Glocke an die überlieferten Bauformen der Pyu.
Ihr Unterbau ist achteckig und fünfstufig, gekrönt wird der Stupa von einem Hti.

## Galerie

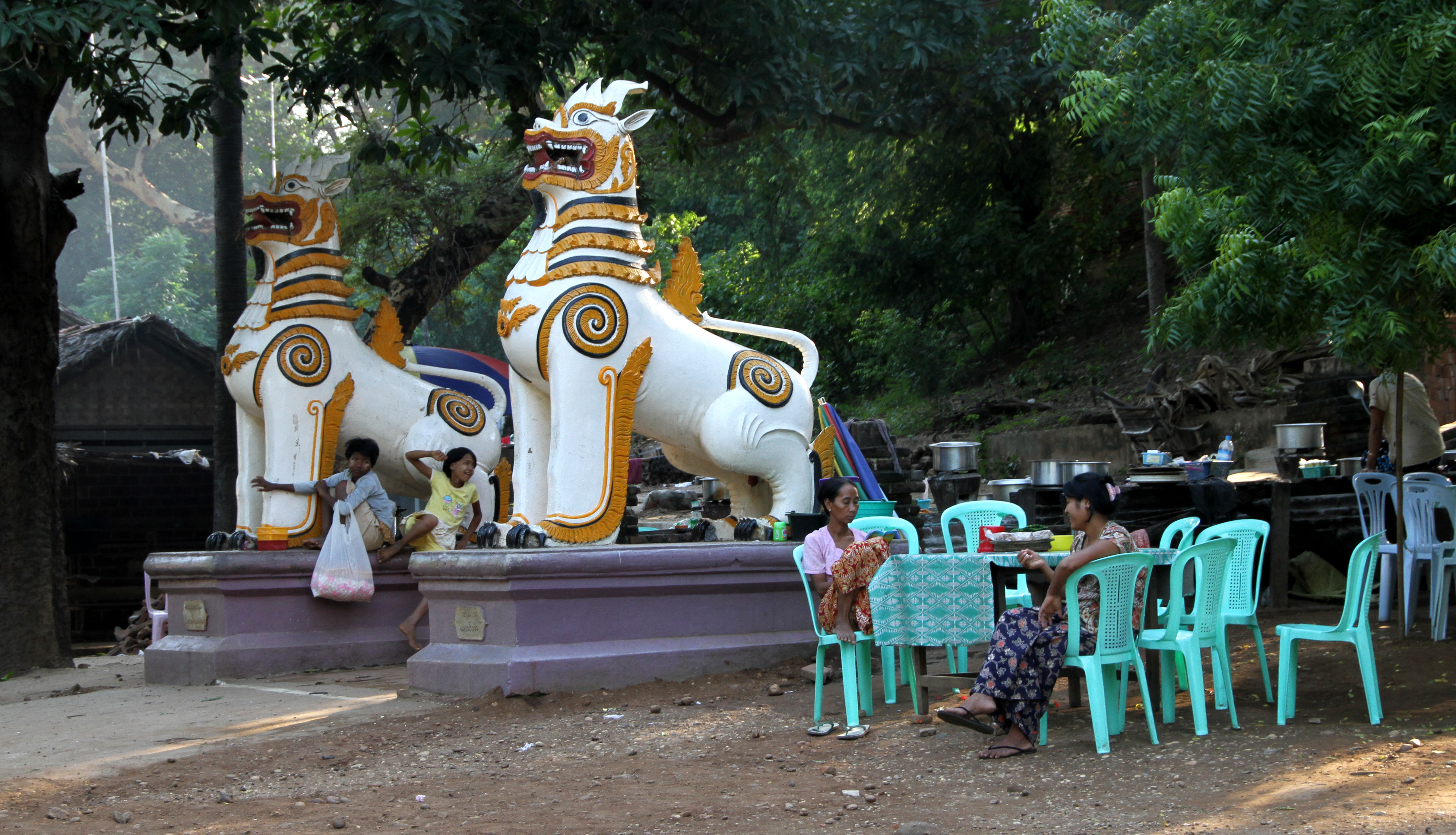
Chinthes am Aufgang
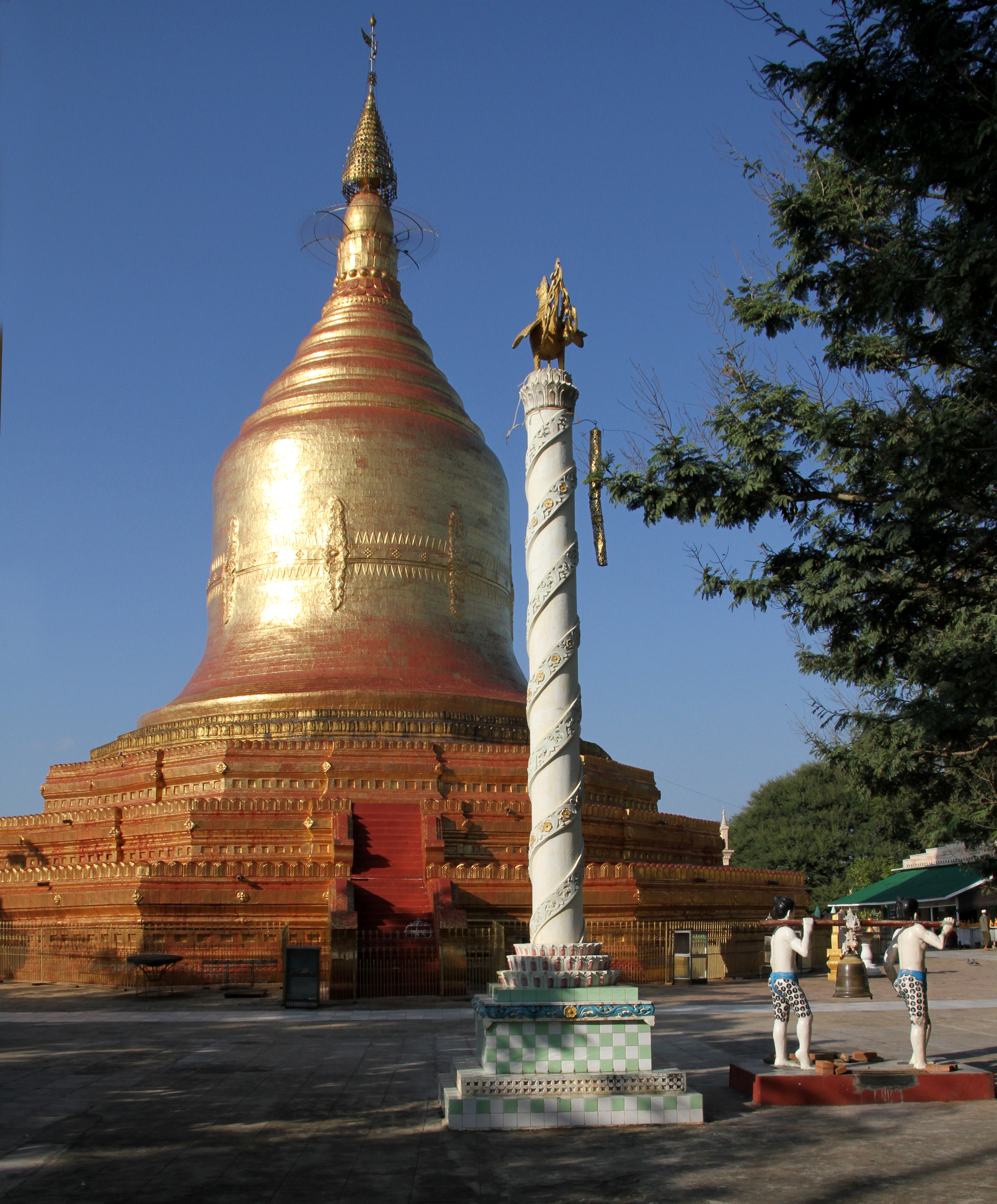
Stupa
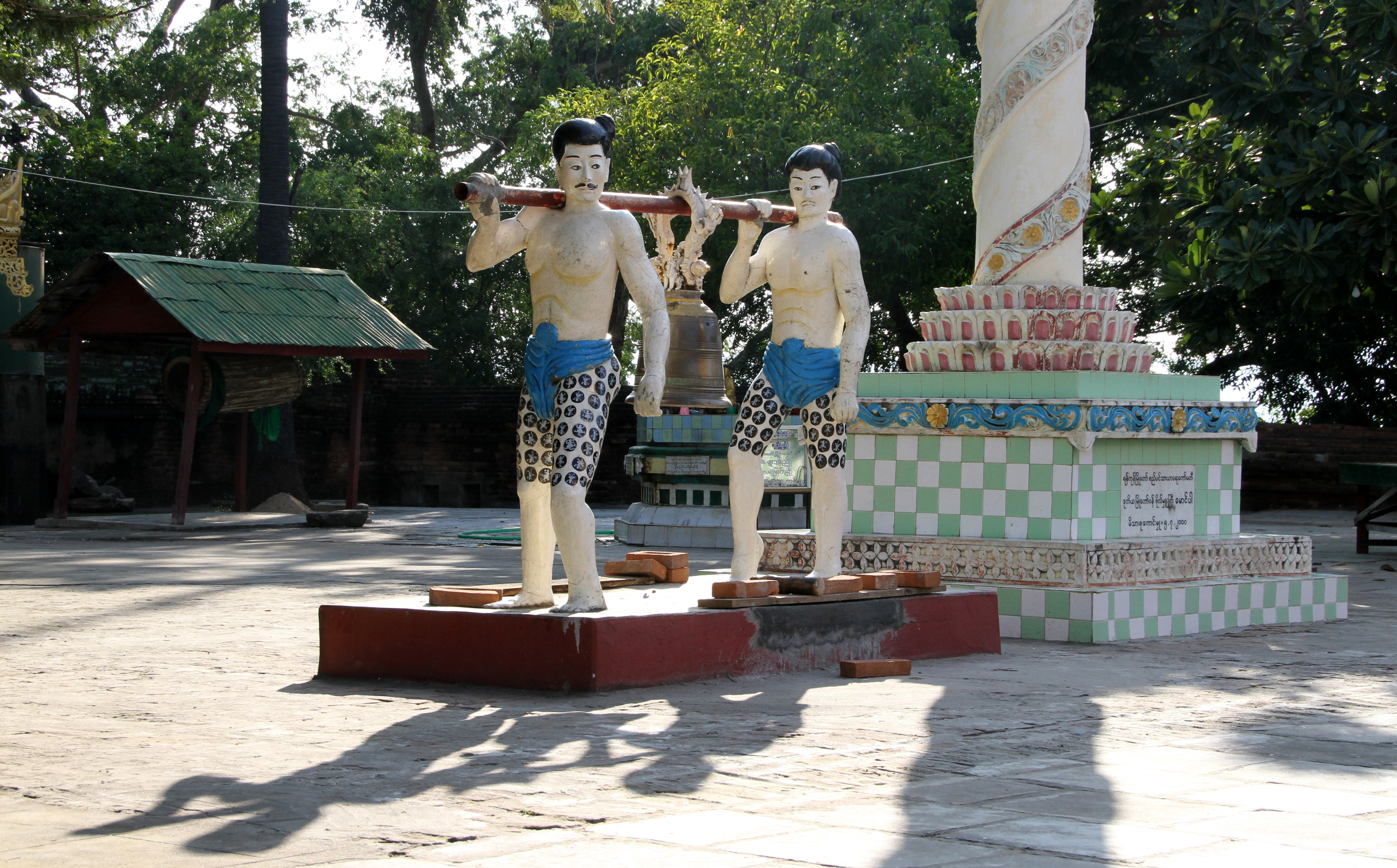
Glockenträger
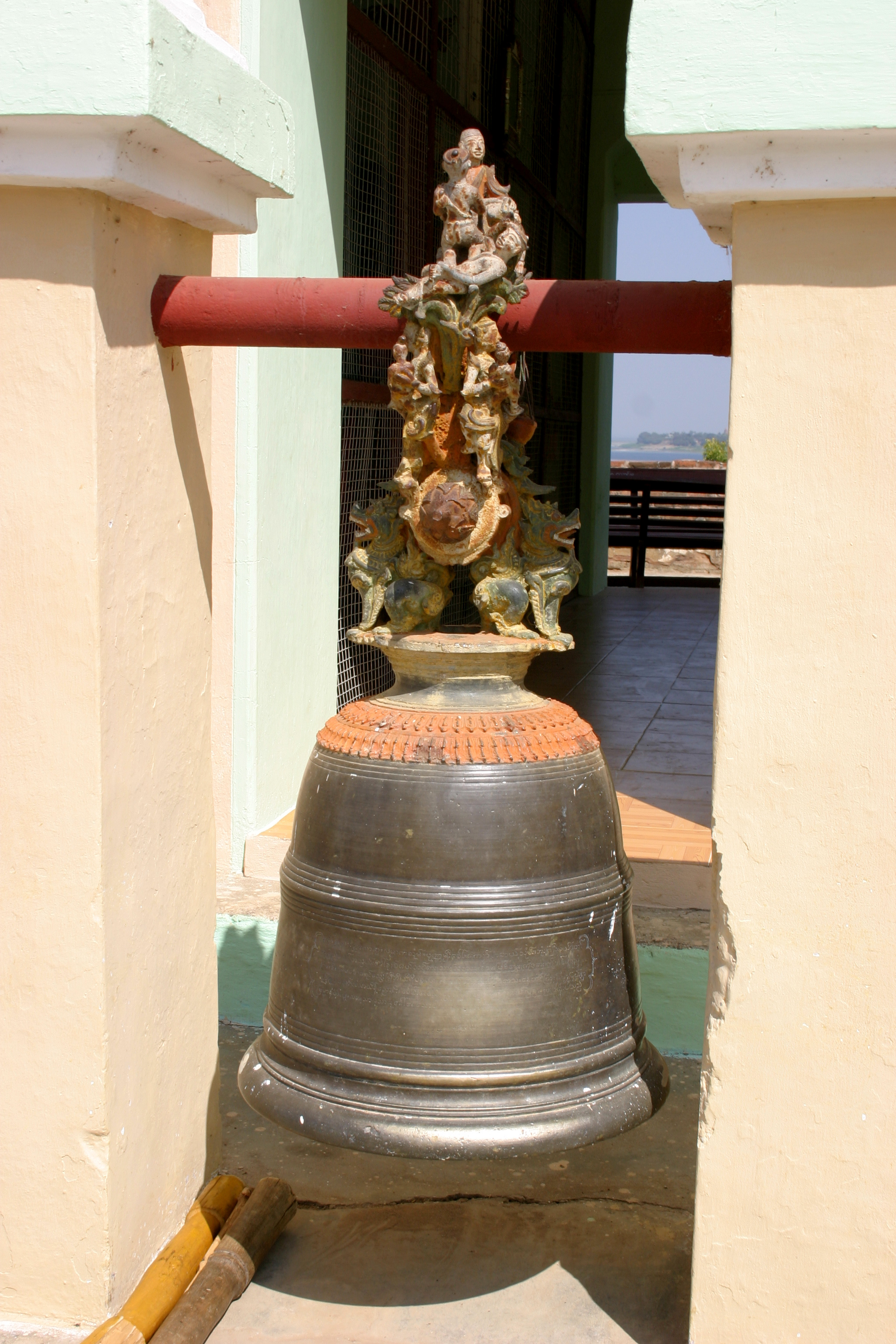
Tempelglocke
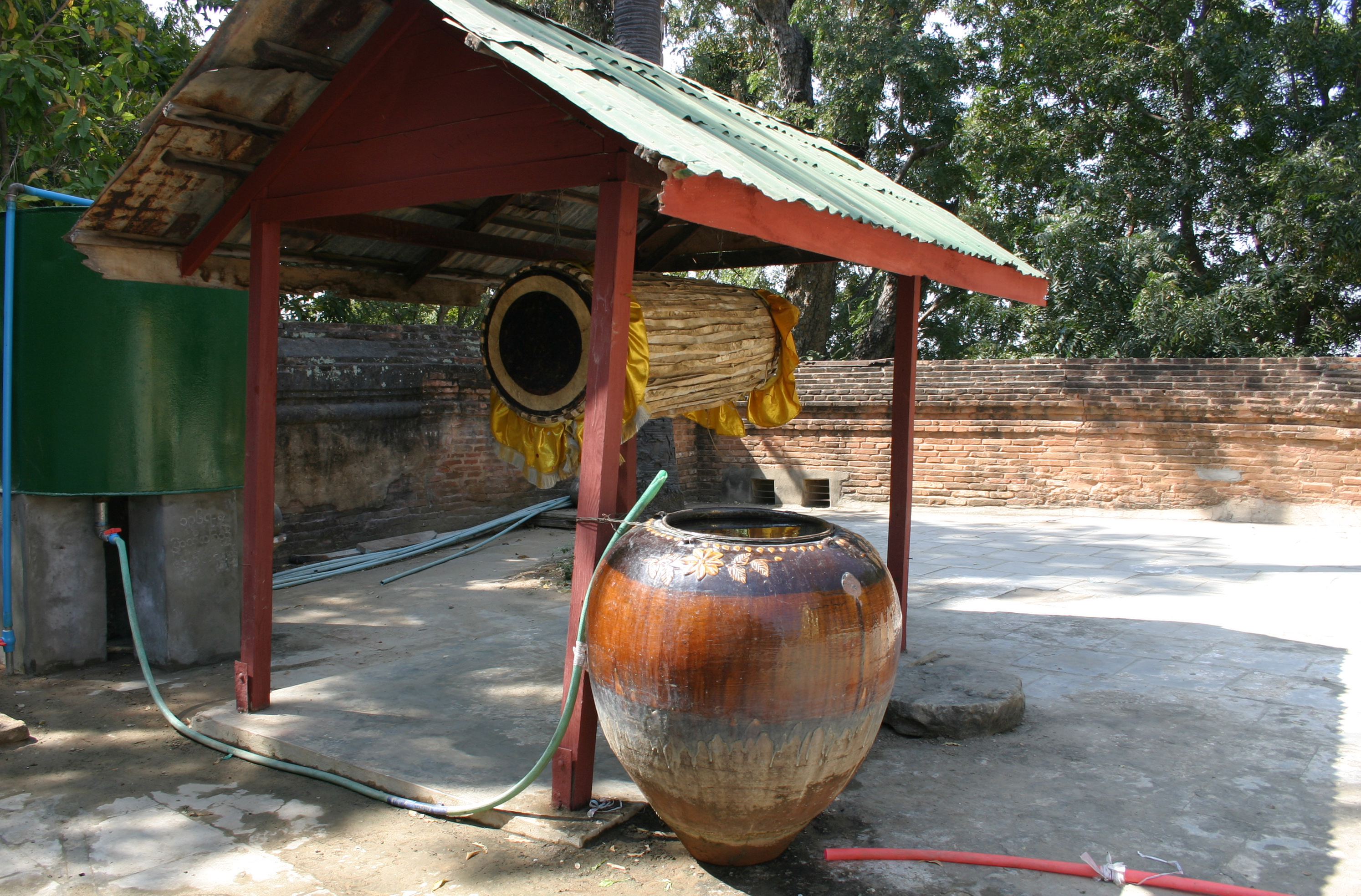
Trommelhaus
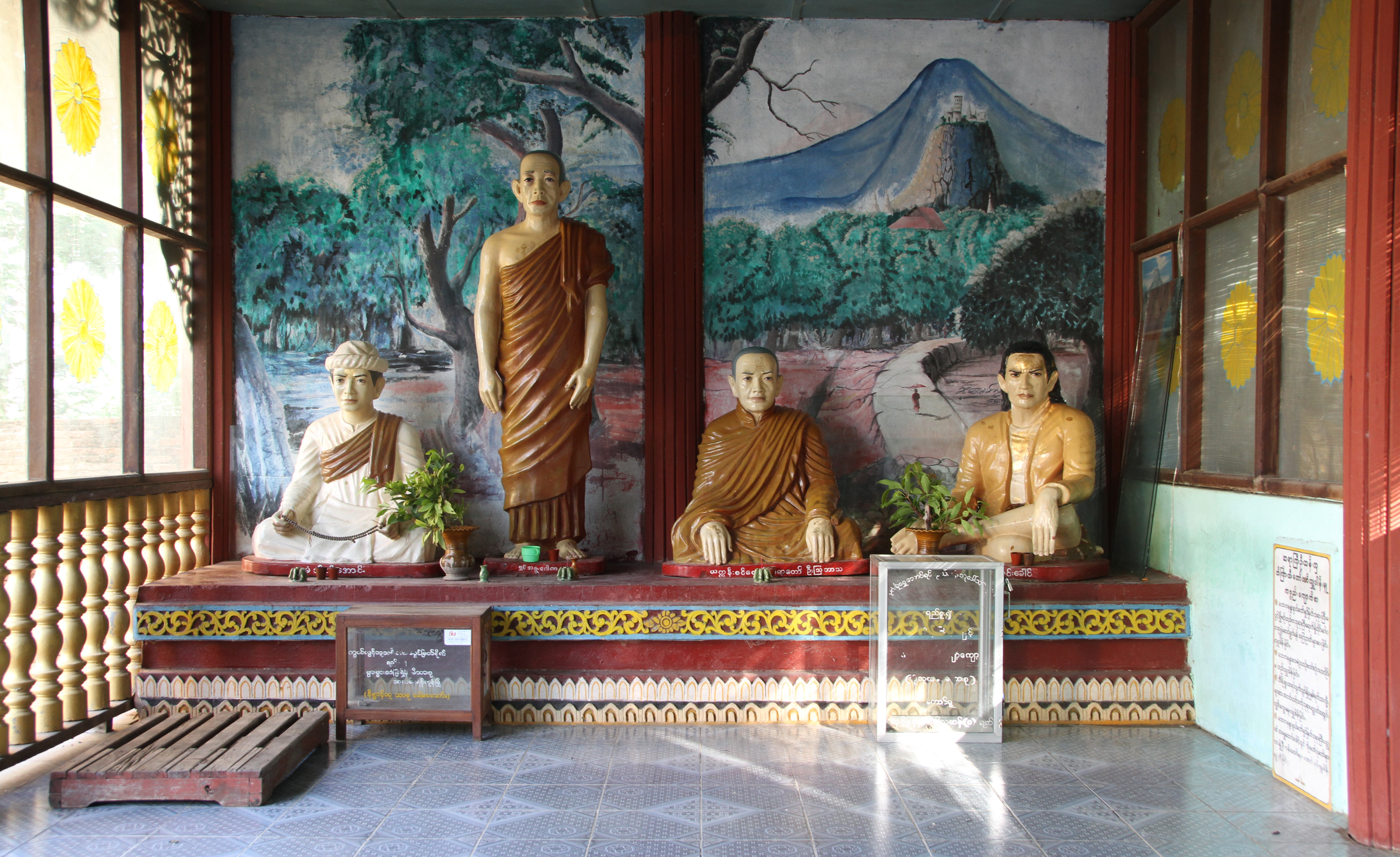
Nat-Schrein
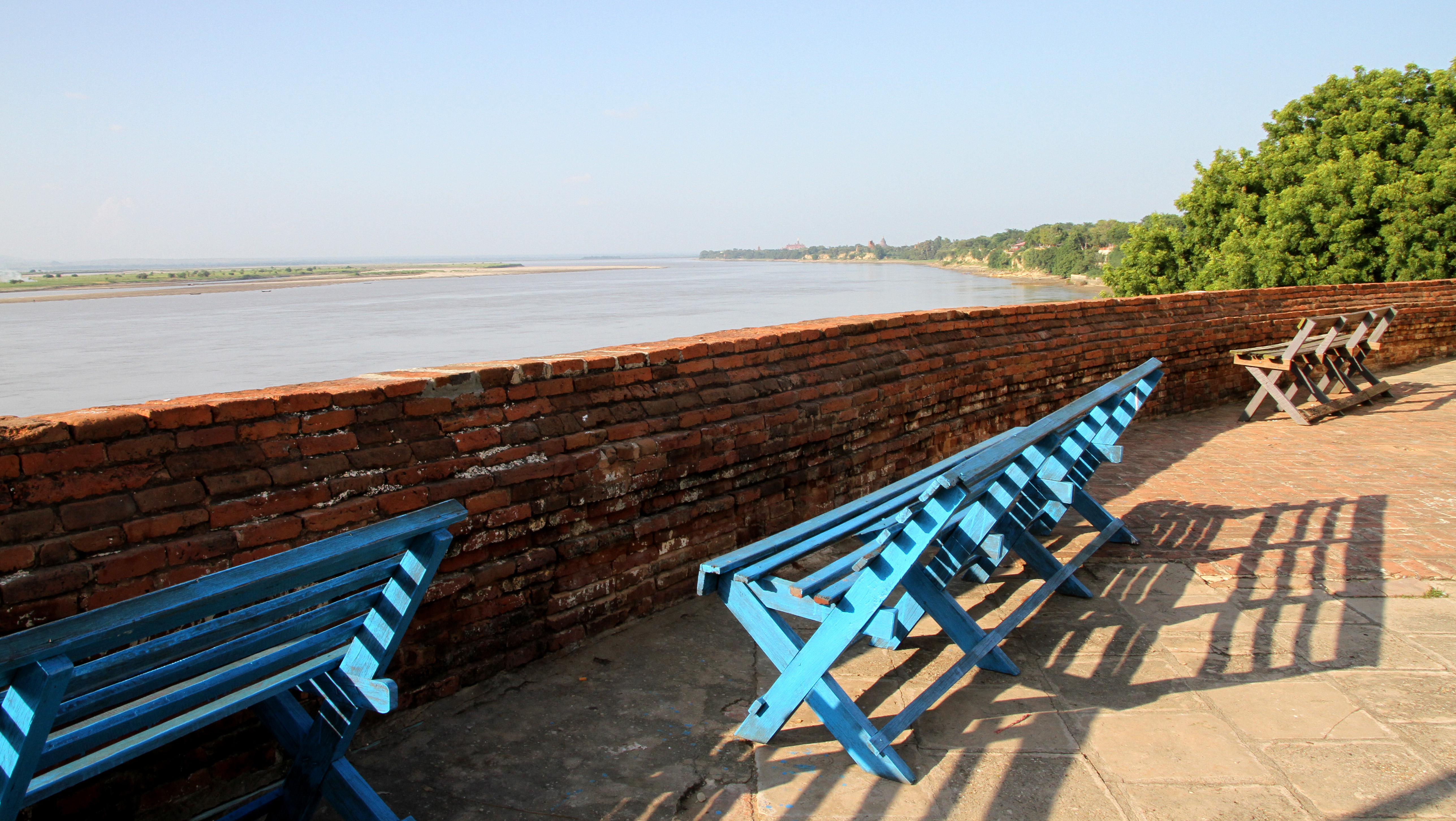
Ayeyarwadi
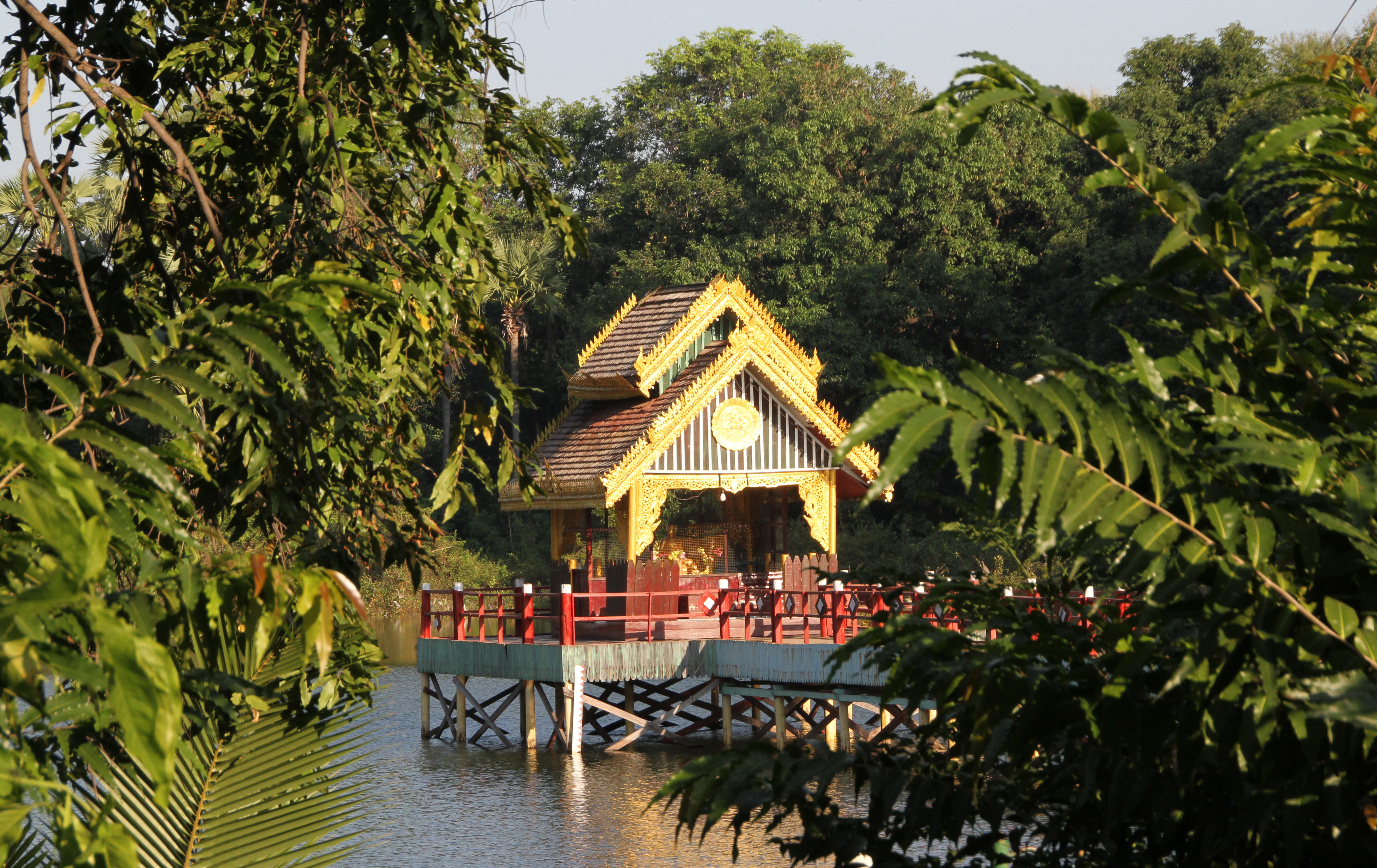
Seepavillon